# 현숙황후
현숙황후 정씨(顯肅皇后 鄭氏, 1079년 ~ 1130년 10월 8일(음력 9월 5일))는 북송 휘종(徽宗)의 두번째 황후이다.

## 생애

### 황후 이전
개봉에서 태어났으며 아버지는 정신(鄭紳)이다. 본래 신종의 황후인 태후 상씨(흠성헌숙황후)의 시녀였다. 휘종이 즉위 전 단왕(端王)이었을 때, 태후궁에 문안인사를 드리러 왔다가 정씨를 보고 마음에 들어했다. 정씨는 가문은 미천하였지만 자색을 겸비하였고 매사에 조심하고 신중하였기 때문에 단왕이 마음에 들어했다.
철종이 후사 없이 붕어하자, 태후는 본인의 뜻을 앞세워 철종의 이복동생인 휘종을 황제로 즉위시켰다. 또한 휘종이 정씨를 마음에 두고 있는 것을 눈치채고, 휘종이 즉위하자 정씨를 휘종에게 하사하였다. 휘종은 정씨를 현비(顯妃)로 책봉하고 총애하였다. 휘종과의 사이에서 황자 한명과 다섯 공주를 낳았다.
그녀는 노래와 춤에 능하고 독서와 시 짓기를 잘하여 휘종이 매우 기뻐하였고 휘종의 기분을 잘 맞춰주었다. 그녀의 다재다능함에 휘종은 더욱 더 정씨를 총애하였고 때때로 사랑을 전하는 노래를 지어주었는데 궁중에 퍼지기도 하였다.

### 황후시절
현공황후가 붕어하자 1111년(정화 원년) 황후로 책봉되었다. 이후 1126년 휘종이 흠종에게 선위하여 흠종이 즉위하자 태상황후로 추봉되었으며 영덕궁(寧德宮)으로 거처를 옮겨 영덕태후(寧德太后)로 불리었다.

### 최후
1127년 정강의 변으로 금나라에 의해 수도 개봉이 함락되면서, 휘종과 흠종을 비롯하여 여러 황족, 귀족, 신하들과 함께 금나라로 끌려갔다. 금나라의 완안종한에게 자신을 첩이라 칭하며 친정 가족들을 구원해줄 것을 요청하기도 했다. 완안종한이 허락하여 그녀의 아버지인 정신이 남송으로 귀환했다. 하지만 그녀는 1131년 금나라 오국성(五國城)에서 52세의 나이로 사망하였다. 그녀의 사망 소식은 한참 후에 알려져 1137년(소흥 7년) 남송 고종에 의해 '현숙(顯肅)'의 시호가 내려지고 휘종과 함께 영우릉(永佑陵)에 합장되었다.

## 가계

### 부모
- 아버지 : 정신(鄭紳)

### 남편
- 휘종(徽宗, 1082년 ~ 1135년) : 북종의 제8대 황제

### 자녀

#### 황자
1. 연왕(兗王) 조정(趙檉, 1101년) - 조졸함

#### 황녀
1. 가덕제희(嘉德帝姬) 조옥반(趙玉盤, 1100년 ~ 1141년)
2. 안덕제희(安德帝姬) 조금라(趙金羅, 1106년 ~ 1127년)
3. 수숙제희(壽淑帝姬, ? ~ 1106년)
4. 영숙제희(榮淑帝姬, ? ~ 1110년)
5. 성덕제희(成德帝姬) 조호아(趙瑚兒, 1110년 ~ ? )